# 西宮市立安井小学校
西宮市立安井小学校（にしのみやしりつ やすいしょうがっこう）は、兵庫県西宮市安井町にある公立小学校。

## 沿革
- 1926年（大正15年）9月 - 西宮第三尋常小学校として開校。
- 1927年（昭和2年）4月 - 西宮第三尋常高等小学校と改称。
- 1930年（昭和5年）5月 - 西宮市安井尋常高等小学校と改称。
- 1941年（昭和16年）4月 - 西宮市安井国民学校と改称。
- 1947年（昭和22年）4月 - 西宮市立安井小学校と改称。
- 1958年（昭和33年）4月 - 5月1日を創立記念日と制定。
- 1961年（昭和36年）8月 - プール完成。
- 1977年（昭和52年）10月 - 西館完成。
- 1985年（昭和60年）2月 - 西館増築、体育館完成。
- 1989年（平成元年）8月 - 本館大規模工事完成。
- 1995年（平成7年）1月 - 阪神・淡路大震災発生により避難所を開設。
- 2013年（平成25年)7月 - 全館耐震工事完成。
- 2015年（平成27年)3月 - 育成センター建替完成。

## 通学区域
- 安井町、千歳町、寿町、平松町、六湛寺町（1･9番）、常磐町、分銅町、末広町、江上町、城ケ堀町、櫨塚町、和上町（5番）、産所町（14･15番）、神楽町（8～12番）、中前田町、中須佐町、津田町、西田町、大井手町、若松町[1]

※卒業後は基本的に西宮市立大社中学校に進学する。

## 著名な卒業生
- 岩谷時子 - 作曲家
- 小松左京 - 作家
- 沢松奈生子 - 元女子プロテニス選手

## 学区内の主な施設
- 兵庫県西宮庁舎
- 西宮税務署
- 兵庫県 西宮警察署
- 西宮市立 安井市民館
- 西宮市立 中市民館
- 西宮市子育て総合センターのびのびあおぞら館
- JR西日本 東海道本線さくら夙川駅